# Liste der Bodendenkmäler in Bessenbach
Auf dieser Seite sind die Bodendenkmäler in der unterfränkischen Gemeinde Bessenbach zusammengestellt. Diese Tabelle ist eine Teilliste der Liste der Bodendenkmäler in Bayern. Grundlage ist die Bayerische Denkmalliste, die auf Basis des Bayerischen Denkmalschutzgesetzes vom 1. Oktober 1973 erstmals erstellt wurde und seither durch das Bayerische Landesamt für Denkmalpflege geführt wird. Die folgenden Angaben ersetzen nicht die rechtsverbindliche Auskunft der Denkmalschutzbehörde.

## Bodendenkmäler der Gemeinde

### Bodendenkmäler in der Gemarkung Keilberg
| Lage                                 | Objekt | Akten-Nr.     | Bild                   |
| ------------------------------------ | --- | ------------- | ---------------------- |
| Keilberg Zum St. Jörgen 1 (Standort) | Archäologische Befunde im Bereich der frühneuzeitlichen katholischen Pfarrkirche St. Georg, Petrus und Paulus mit mittelalterlichen Vorgängerbauten und Körpergräbern im ummauerten Kirchhof; zeitgeschichtliche Erweiterung. | D-6-6021-0066 |                        |
| Keilberg (Standort)                  | Schloss Unterbessenbach Archäologische Befunde im Bereich des spätneuzeitlichen Schlosses in Unterbessenbach, vermutlich mit frühneuzeitlichem Vorgängerbau, und Schloßkapelle St. Joh. Nepomuk von 1752.                     | D-6-6021-0067 | weitere Bilder         |
| Keilberg (Standort)                  | Schloss Weiler (Bessenbach) Archäologische Befunde im Bereich des ehemaligen frühneuzeitlichen Wasserschlosses in Weiler. | D-6-6021-0070 | Archäologische Befunde |

### Bodendenkmäler in der Gemarkung Oberbessenbach
| Lage                                    | Objekt | Akten-Nr.     | Bild           |
| --------------------------------------- | --- | ------------- | -------------- |
| Oberbessenbach Ottilienweg 9 (Standort) | Archäologische Befunde im Bereich der spätmittelalterlichen und frühneuzeitlichen alten katholischen Pfarrkirche St. Ottilia und Stephan von Oberbessenbach mit hochmittelalterlichem Vorgängerbau und Körpergräbern im ummauerten Kirchhof. | D-6-6021-0072 | weitere Bilder |

### Bodendenkmäler in der Gemarkung Straßbessenbach
| Lage                                        | Objekt | Akten-Nr.     | Bild |
| ------------------------------------------- | --- | ------------- | ---- |
| Straßbessenbach Friedhofstraße 1 (Standort) | Archäologische Befunde im Bereich der spätneuzeitlichen ehemaligen katholischen Kirche St. Wendelin von Straßbessenbach mit Vorgängerbau. | D-6-6021-0075 |      |